# Mohamed-Chérif Zerguine
Mohamed-Chérif Zerguine (en arabe : محمد الشريف زرقين), né 25 novembre 1963 à Constantine en Algérie, est un écrivain algérien d'expression française. Militant des droits de l’enfant, auteur-essayiste, compositeur, consultant en informatique industrielle, il s’intéresse à l'enfance abandonnée.

## Biographie

### Enfance
Né de parents inconnus le 25 novembre 1963 à Constantine, il est abandonné le 29 novembre 1963 à l'hôpital civil de la même ville, d'une jeune-femme musulmane admise secrètement le 14 novembre 1963. Placé à la pouponnière de Notre-Dame des Apôtres de Sidi-Mabrouk Constantine le 2 décembre 1963, il est déclaré Pupille de l’État catégorie " Trouvé " par arrêté préfectoral du 7 décembre 1963. L'incohérence entre le P.V d'abandon et l'arrêté préfectoral, provoquera plus tard plusieurs rumeurs sur son géniteur. Adopté par une famille constantinoise le 12 mars 1964, il passe son enfance entre la France et l’Algérie. Son adolescence est bercé par la musique, grâce à ses parents-adoptifs, qui eurent l'idée de l'inscrire dans une école de musique d'Orléans. Dès l'âge de 14 ans, il intègre un groupe de musique, se produit en public et va même composer quelques titres dont Dès aujourd'hui qui fut sa première œuvre en qualité d'auteur-compositeur.
La séparation de ses grands-parents adoptifs à l'âge de six ans, l’incompréhension de sa nouvelle famille à Orléans (France) en plus d’une adolescence douloureuse dû à la découverte de son statut et des rumeurs sur son géniteur qui serait un militaire puissant, le marque profondément.

### Écrivain
Il publie au mois de mars 2009 en Algérie, son témoignage sur la condition de l'enfance abandonnée, Pupille de l’État. La peur de l'inconnu, et dans le même élan produit un film court-métrage intitulé Mon nom hantait mes nuits,, afin de sensibiliser les adoptants à faire grandir leurs enfants adoptifs avec leurs vérités. Il s'investit alors à sensibiliser plusieurs personnalités publiques et finit par obtenir le soutien du Ministre de la Solidarité Nationale, Djamel Ould Abbes , pour l'organisation de quatre conférences régionales, le 30 avril 2009 à Constantine, le 7 mai 2009 à Oran, le 14 mai 2009 à Ouargla et le 1er juin 2009 à Alger sous le haut patronage du Président de la République, Monsieur Abdelaziz Bouteflika. En présence de tous les cadres du ministère de la solidarité nationale, sur instruction du ministre Djamel Ould Abbes. Ce dernier très préoccupé et sensibilisé, instruit ses services à diffuser le plaidoyer et le livre de Mohamed-Chérif Zerguine à l'ensemble des directions et des secteurs concernés par la question.
En marge de cet événement, le ministre l'implique à assister à une réunion nationale pour la refonte des mécanismes de prises en charge de l'enfance privée de famille, il découvrira que le problème majeur résidait dans la frilosité du religieux. Après une multitude de démarches et de visites de courtoisie pour arracher les soutiens nécessaires, il organise avec la direction des affaires religieuses de Constantine, une rencontre autour de la question des nés sous x avec l'ensemble des imams et des mourchidates de la wilaya de Constantine à Dar El Imam (El Kethania),, le 2 septembre 2009. De là, débute une série de rencontres et de recherches à l'université des sciences islamiques " Emir Abdelkader " avec les soutiens du Recteur le professeur Abdallah Boukhelkhal, le spécialiste en religions comparées le professeur Abdelkader Bekhouche et le professeur de l'université d'Alger Mohamed-Khaled Stambouli, spécialiste du hadîth.
Décembre 2010, après la campagne de sensibilisation et l'implication des sciences islamiques, Malika Benarab-Attou Députée européenne, l'invite à se rendre au Parlement européen à Strasbourg afin de dialoguer sur la question et plus particulièrement sur les failles de la Kafala (Prise en charge des enfants privés de famille de droit musulman). Au lendemain de cette rencontre fructueuse, la députée européenne lui préface son deuxième livre " Nés sous X dans le monde arabo musulman ", afin de soutenir son action.

### Conférencier
Au mois d'avril 2011, il revient avec un pamphlet, Nés sous X dans le monde arabo musulman,, ce questionnement à l’endroit des exégètes religieux revendique le recours à l’ADN pour établir la filiation de l’enfant né hors mariage quand le géniteur est identifié. Des juristes et des personnalités nationales à leur tête, l'avocate militante Fatima-Zohra Benbraham, la réalisatrice Nadia Labidi Cherabi, le mouvement féministe et associatif et quelques membres des deux chambres parlementaires, adhèrent et soutiennent sa vision. Ce livre provoque au printemps 2011, une multitude de débats, l’Entv, Mbc, les radios nationales, locales et la presse écrite,,,, médiatisent ce dernier. À l’issue de ce débat, une conférence est organisée le 1er juin 2011 à l’université des sciences islamiques « Emir Abdelkader », de Constantine, cette dernière permet l’adhésion et le soutien de plusieurs spécialistes, de la Chari’a et du Hadith. Quelques jours plus tard, le président du Haut Conseil Islamique le professeur Cheikh Bouamrane le reçoit, et le 17 juin 2011, le docteur Mohamed-Chérif Kaher président de la Commission Nationale des Fatwas du Haut Conseil Islamique (HCI), s’exprime favorablement sur la question :
« Vu l’ampleur que prend le phénomène des naissances hors mariage, j’insiste pour dire que l’ijtihad sur la question de la filiation est inéluctable. Il est nécessaire également d’œuvrer à trouver un consensus aux divergences qui divisent les hommes de religion. Se référant au verset 5 de la sourate 33 Al Ahzab (les coalisés) – «Appelez-les du nom de leurs pères, c’est plus équitable devant Allah. Mais si vous ne connaissez pas leur père, alors considérez-les comme vos frères en religion ou vos alliés» – la majorité des hommes de religion s’accordent à nier le droit de l’enfant né hors mariage au nom de son géniteur et à l’héritage, d’où le refus de recourir au test ADN. »
Courant 2012, à la veille de la célébration de la journée internationale de l'enfance, Mohamed-Chérif Zerguine refait surface avec un manifeste à l'endroit de l'enfance, afin de dissuader le politique à l'instrumentalisation de ce dossier sensible. Ce dernier est présenté lors de la rencontre des juristes et des spécialistes de la Chari'a, organisée par le bâtonnat national à l'Université des sciences islamiques Émir Abdelkader de Constantine le 1er juin 2012, et à la rencontre nationale organisée par la FOREM à l'occasion de l'anniversaire de la proclamation des droits de l'enfant à l'hôtel Hilton à Alger, le 20 novembre 2012. À l'issue de cette rencontre nationale à Alger, il est désigné président de la commission " Droits des enfants nés sous x " et membre du conseil scientifique de l'observatoire des droits de l'enfant.
Au mois de janvier 2013, après quatre années de plaidoyers acharnés, il obtient l'organisation par la Faculté des Préceptes Religieux d'un colloque national,, consacré exclusivement à l'enfance assistée. Débattre sur les naissances sous x et l'éducation sexuelle avec des religieux sous l'égide de la plus haute Université des sciences islamiques algérienne, afin de soumettre et faire valider des recommandations préventives lors de cette rencontre,.
L'écho de ses actions ayant franchi la frontière algérienne, il s'investira en 2013 aux côtés des militants des droits de l'enfant tunisiens pour la constitutionnalisation de l'intérêt suprême de l'enfant. L'UNICEF Tunis et l'Institut National de la Protection de l'Enfance tunisiens (INPE), l'impliqueront dans une série d'interventions à Hammamet et à Sousse, aux fins de sensibiliser par son témoignage les conservateurs frileux quant aux enfants nés hors mariages.
Pour l'année 2014, la consécration des militants algériens pour la reconnaissance et la prise en charge des enfants abandonnés a été magistralement entérinée par le projet de révision de la constitution algérienne. L'enfant abandonné et sans affiliation (pour ne pas dire né sous x), est totalement pris en charge par l'État, une victoire qui, si elle se concrétise par l'approbation de ce projet, ouvrira une énorme porte au législateur pour une refonte globale du dossier et donc une meilleure prise en charge pour les générations futures. Désormais, il est non seulement celui qui s'est érigé en assumant son statut d'enfant né sous X dans une société conservatrice et de surcroît hostile, mais son action est reconnue, soutenue et entendue par les plus hautes sphères du pouvoir.

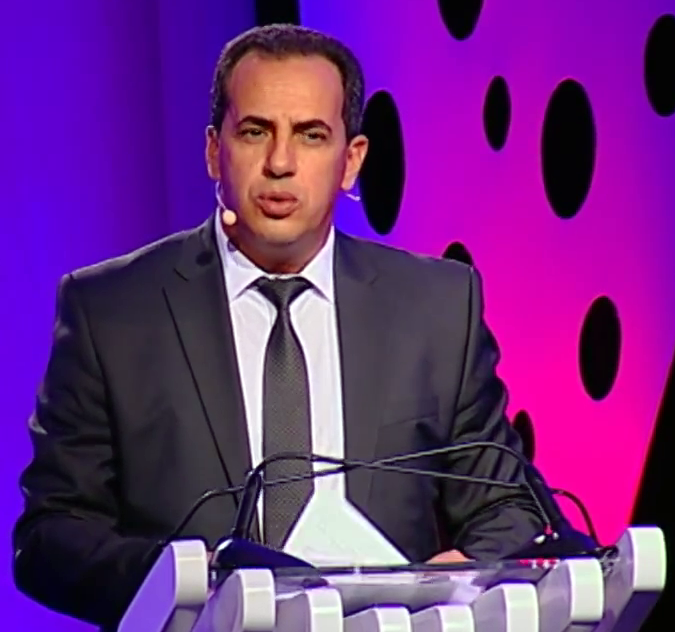
Conférence à Alger en 2015.

Au mois de février 2015, son nom est retenu parmi la trentaine de personnalités nationales et internationales, dont le diplomate algérien Lakhdar Brahimi, l'homme d'affaires Issad Rebrab, le philosophe tunisien Youssef Seddik, l'industriel et l'économiste Laid Benamor et Abdelhak Lamiri, le scientifique à M.I.T Kamel Youcef Toumi,, et bien d'autres, pour participer sous le thème " Réussite " à la troisième éditions de Fikra 2015,, à l'hôtel Aurassi Alger. À cet événement devant un parterre de personnalités et plus de 1 700 participants dont 500 étudiants, il plaidera comme à son habitude à l'endroit de ses semblables.
De l'aventure humaine tunisienne, il fera la connaissance d'une militante très active et influente en Tunisie. Ahlem Mahmoud Boufaied, directrice de  Celi-Éditions et présidente de l'Association internationale pour le développement de l'apprentissage scolaire (A.I.D.A.S), lui propose de l'éditer et de le soutenir dans son combat. Et c'est à la suite de cette rencontre que le 29 mars 2015, Mohamed-Chérif Zerguine, présenta en compagnie de son éditrice son quatrième livre sur la question de l'enfance abandonnée Cendres de Larmes à la Foire internationale du livre de Tunis et au Salon du livre d'Alger (SILA 2015) le 29 octobre 2015.
Le 16 février 2016, l'animateur-littéraire, Youssef Saiah, l'invite dans ses émissions Expressions livres sur Canal Algérie et Papier bavard sur la radio Alger Chaîne 3, afin de présenter son livre Cendres de Larmes paru chez Celi-Éditions. Mohamed-Chérif Zerguine commente l'actualité du moment et se félicite de l'avancée sans précédent que venait de vivre l'Algérie. Le projet de révision de la Constitution venait d'être adopté le 7 février 2016 et désormais la prise en charge totale de l'enfance abandonnée et sans affiliation était consacré par l'État dans son article 72. Depuis, il milite pour une refonte globale du mode de prise en charge kafala, afin de la rendre définitive par l'amendement de l'article 125 du code de la famille algérien. Pour la désinstitutionnalisation des placements, il plaide aussi pour l'édification de mécanismes innovants permettant le placement en famille d'accueil de l'enfant, dès sa naissance.
La lenteur de la promulgation du décret d'application de la loi promue le 15 juillet 2015 pour la promotion et la protection des droits de l'enfant en Algérie, et après la nomination et l'installation de la Déléguée nationale à la protection de l'enfance prévue par la même loi, Mohamed-Chérif Zerguine, invité le samedi 3 décembre 2016 à 21h15 par la journaliste Leila Bouzidi dans l'émission Les points sur les I sur la chaîne EChourouk-News, saisit l'occasion pour dénoncer cette « bourreaucratie ». 
Il met également sur la table la cruelle réalité des jeunes filles mineures nées sous x en foyers pour enfants privés de familles, très souvent abusées, exploitées ou violées se retrouvant pour la plupart avec une grossesse d'un futur enfant qui naîtra également sous X. Mohamed-Chérif Zerguine rappelle avec force que ces victimes sont des pupilles de l'État ouvrant droit à une protection sans failles par l’État, et dont l'incontestable tuteur demeure le Président de la République.
Il revient aussi sur la timide application de l'article 40-2 du code de la famille qui autorise le juge à recourir au test ADN afin d'établir la filiation des enfants nés hors mariages.
Mohamed-Chérif Zerguine conclura explicitement en déplorant la réticence de certains membres des services de sécurité et magistrats quant à la prise en charge effective des jeunes filles mineures abusées sexuellement. Criminels violeurs, souvent protégés par une duplicité culturellement ancrée des traditions machistes ancestrales dans la plupart des pays arabo-musulmans dont l'Algérie.

## Œuvres

### Récit autobiographique
- 2015 - Cendres de larmes, Celi-Éditions Tunisie  (ISBN 978-9938-846-44-7)[58]

### Essais
- 2009 - Pupille de l’État - La peur de l’inconnu,  (ISBN 978-9947-0-2538-3)[59]
- 2009 -  ربــيــــب الــــدولــــة  - الخــوف مـن المـجـهـول , version arabe de Pupille de l'État - La peur de l'inconnu  (ISBN 978-9947-0-1928-3)[60]
- 2011 - Nés sous X dans le monde arabo-musulman,  (ISBN 978-9947-0-3135-3)[61]

### Nouvelles
- 2013 - Romance meurtrière
- 2014 - Constantine - Identité multidimensionnelle[62]

## Citations
- « Paradoxe entre la parole Divine et la tradition musulmane ou manipulation monumentale de leur destinée ? » Mohamed-Chérif Zerguine (dans Nés sous X dans le monde arabo-musulman, 2011, p. 25)
- « Dieu ! Créateur de la vie, Seigneur des Mondes, Clément et Miséricordieux. Nous donne la possibilité et cela durant toute une vie pour nous repentir, et ensuite, Il (exalté soit-Il) dresse notre bilan pour nous juger ! Alors pourquoi condamner le bébé dans le ventre de sa mère avant même qu’il découvre la lumière du soleil ? » Mohamed-Chérif Zerguine (dans Nés sous X dans le monde arabo-musulman, 2011, p. 62)
- « Dans la matrice de la jeune-fille aux quatorze printemps, semence déposée violemment. Viol, au milieu des braises encore ardentes de l’euphorie générale, de ce qui allait devenir ma Patrie destinée…» Mohamed-Chérif Zerguine (dans Cendres de Larmes, 2015, p. 14)

## Contributions journalistiques
- 2010 : J’ai été témoin de comportements inqualifiables envers les nés sous X. El-Watan[63]
- 2012 : Manifeste pour l'enfant privé de famille. (El-Watan)[64]
- 2012 : Il faut abolir le concept des naissances sous x. (El-Watan)[65]
- 2014 : Les vestiges de la persécution des chrétiens d'Afrique. (El-Watan)[66]
- 2014 : Constantine, identité culturelle multidimensionnelle. (El-Watan)[67]
- 2014 : Folklorique agitation. (El-Watan)[68]
- 2014 : Révision de la Constitution - Pourquoi un enfant abandonné ne pourrait-il pas être Président de la République ? (El-Watan)[69]
- 2014 : Le recours au test ADN est une victoire. (El-Watan)[70]
- 2016 : L’enfant est ballotté entre mécanismes juridiques inexistants et morale islamique tronquée. (El-Watan)[71]

## Filmographie

### Scénarios
- 2009 : Mon nom hantait mes nuits, film court-métrage[72]

### Réalisations
- 2011 : La Peur de l'Inconnu, film court-métrage (Remake de Mon nom hantait mes nuits Autorisation no 2060)[73]

## Auteur-compositeur
- 1982 : Dès aujourd'hui[74]
- 1982 : C'est ma vie, c'est mon chagrin
- 1982 : Premier amour
- 1982 : Seul
- 1982 : Mon cœur loin de toi
- 1983 : Adieu grand-père, adieu Gédi
- 1984 : L'Émigré